# Lubiana (cacciatorpediniere)
Il Lubiana è stato un cacciatorpediniere della Regia Marina.

## Storia
Costruito come Ljubljana per la Marina jugoslava, svolse un servizio estremamente breve sotto tale bandiera: già il 17 gennaio 1940 (per altre fonti il 24 dello stesso mese), infatti, appena divenuta operativa, la nave urtò un basso fondale davanti a Sebenico ed affondò su un fondale di una decina di metri, lasciando emergere solo la parte superiore dei fumaioli, la sovrastruttura prodiera e parte della fiancata di dritta.
Le operazioni di recupero furono affidate ad un'azienda triestina ed il Ljubljana, una volta riportato a galla (10 luglio 1940), fu trainato in cantiere a Sebenico (o Cattaro) onde essere riparato. 
I lavori erano ancora in corso quando, il 17 aprile 1941, le truppe italiane occuparono la città e catturarono il cacciatorpediniere, che fu incorporato nella Regia Marina con il nome italiano della città eponima: Lubiana.
I lavori ebbero però una durata molto lunga ed il Lubiana entrò in servizio sotto bandiera italiana solo nell'ottobre 1942, venendo assegnato alla I^ squadriglia cacciatorpediniere per la scorta dei convogli mercantili per l'Africa Settentrionale. 
Il servizio di questa nave fu ancora molto breve: nella notte tra il 31 marzo ed il 1º aprile 1943, infatti, il Lubiana, mentre scortava il piroscafo francese Charles Le Borgne, andò ad incagliarsi su degli scogli tra Capo Bon e Ras Amar e colò a picco; analoga sorte subì anche il mercantile.

### Comandanti
- Capitano di fregata Luigi Ronca (nato a Firenze il 4 giugno 1901) (26 giugno 1942 - ottobre 1942)
- Capitano di fregata Luigi Caneschi (nato a Napoli il 1º ottobre 1900) (ottobre 1942 - 1 aprile 1943)